# Michael Layer
Michael Layer (* 23. Oktober 1978 in Heilbronn) ist ein ehemaliger deutscher Snowboarder in den Disziplinen Slalom, Riesenslalom, Parallel-Slalom und Parallel-Riesenslalom und schließlich im Boardercross.
Michael Layer startete für den TSV Dettingen. Seine ersten FIS-Rennen bestritt er Anfang 1997. Erste internationale Meisterschaften wurden die Juniorenweltmeisterschaften 1997 in Corno alle Scale, bei denen er Fünfter im Riesenslalom wurde. Im November 1999 bestritt er in Tignes sein erstes Rennen im Snowboard-Weltcup. In einem Riesenslalom-Rennen belegte er den 51. Platz. Nur eine Woche später gewann er als 16. eines Snowboardcross-Wettkampfes in Kaprun erste Weltcuppunkte. Im folgenden Monat kam er in Gstaad in einem Snowboardcross-Rennen als Fünfter erstmals unter die besten Zehn. Im Dezember 2000 gewann Layer in Badgastein einen Parallel-Slalom und damit seinen ersten Europacup. Im Januar 2001 kam er am Kreischberg als Drittplatzierter im Snowboardcross auf das Podium. Erste internationale Meisterschaft bei den Männern wurde für Layer die Snowboard-Weltmeisterschaften 2003 am Kreischberg, dort wurde er 18. im Parallel-Slalom und 33. im Snowboardcross. Im Januar 2004 verbesserte er sein bestes Ergebnis im Weltcup in Arosa auf einen zweiten Rang im Snowboardcross und musste sich einzig Simone Malusà geschlagen geben. In der Gesamtwertung des Weltcup wurde er Achter. Im Oktober des Jahres gewann er in Saas-Fee mit einem Snowboardcross-Rennen erstmals einen Weltcup. Bei den Snowboard-Weltmeisterschaften 2005 in Whistler verpasste er als Viertplatzierter nur um einen Rang eine Medaille. Höhepunkt der Karriere wurden die Olympischen Winterspiele 2006 von Turin. Bei den Wettkämpfen in Bardonecchia wurde Layer 27. uns schied damit in der ersten Runde aus. Nächstes Großereignis wurde die Snowboard-Weltmeisterschaften 2007 in Arosa, bei der er 30. des Snowboardcross-Wettkampf wurde. Letzte internationale Meisterschaft wurde die Snowboard-Weltmeisterschaften 2009 in Gangwon, bei der Layer Snowboardcross-27. wurde. Seine letzten internationalen Rennen bestritt er zum Ende der Saison 2008/09.
Layer bestritt 121 Weltcuprennen in vier Disziplinen. 63-mal erreichte er Platzierungen in den Punkterängen, 13-mal kam er unter die besten Zehn. In jeweils einem Rennen wurde er Erster, Zweiter und Dritter.